# جودی چو
جودی چو (به انگلیسی: Judy Chu) نمایندهٔ حوزه انتخابیه کالیفرنیا از حزب دموکرات ایالات متحده آمریکا در مجلس نمایندگان ایالات متحده آمریکا است که برای نخستین‌بار در ۱۴ ژوئیه ۲۰۰۹ میلادی به‌عضویت این مجلس درآمد.